# Бурылины
Бурылины — российская купеческая династия из Иваново-Вознесенска, текстильные фабриканты и меценаты.

## Династия
- Матвей Иванович Бурылин (1693—?) — основатель рода, владелец ткацкой светёлки, крепостной крестьянин князей Черкасских[1].
  - Иван Матвеевич Бурылин (1732—?) — продолжатель ткацкого дела М. И. Бурылина, крепостной крестьянин графа Н. П. Шереметева[1].
    - Андрей Иванович Бурылин (1763—?) — продолжатель ткацкого дела отца и деда, крепостной крестьянин графа Н. П. Шереметева[1].
      -   Диодор Андреевич Бурылин (1788—1860), построил в 1812 году ситценабивную фабрику в Иванове; в 1831 году выкупил себя и свою семью из крепостной зависимости; в 1844 году построил также ситценабивную фабрику и заварку в Вознесенской слободе[1]. Торговал текстилем на Нижегородской, Ирбитской и Ростовской ярмарках. Был собирателем книг. Единоверец[2].
        - Геннадий Диодорович Бурылин (1828—1879) не обладал предпринимательским талантом, в связи с чем при его руководстве в делах фабрики наметился упадок[2].
          -   Николай Геннадьевич Бурылин (1850—1928) после женитьбы в 1874 году на дочери фабриканта Х. И. Куваева начал управлять его фабрикой, а затем совместно с супругой учредил в 1887 году Товарищество Куваевской мануфактуры, которым управлял успешно и сумел основной капитал увеличить с 1 миллиона рублей до 5 миллионов к 1912 году. Активно занимался благотворительностью; совместно с супругой выделил 600 тысяч рублей на строительство Куваевской больницы и учреждение неприкосновенного капитала для её содержания. Почётный гражданин Иваново-Вознесенска[п 1][1].
OO    Надежда Харлампиевна Бурылина (урождённая Куваева; 1851—1921) происходила из купеческой династии Куваевых, супруга Николая Геннадьевича. Совместно с мужем управляла унаследованной ею фабрикой, активно занималась благотворительностью; в частности, для сооружения Куваевской больницы, названной в честь её родителей, выделила принадлежавший ей участок земли. Почётный гражданин Иваново-Вознесенска[п 1][1][3].
          -   Дмитрий Геннадьевич Бурылин (1852—1924) с 1872 года возглавлял семейное предприятие и развивал его: так, он ввёл машинную обработку на своих фабриках, строил новые предприятия; в 1909 году основал паевое товарищество мануфактур Д. Г. Бурылина и к 1914 году удвоил его основной капитал с 750 тысяч рублей до полутора миллионов. Также был собирателем книг, монет, архитектурных находок, произведений искусства и многого другого. На базе своих коллекций создал Музей промышленности и искусства. Активно занимался благотворительностью[2]. Почётный гражданин Иванова посмертно (2000 год)[4].